# Luigi Buscalioni
Luigi Buscalioni ( Turín, 30 de enero de 1863 – Bolonia, 23 de enero de 1954) fue un médico, biólogo, botánico, y explorador, italiano, también conocido  por su producción científica en diversos campos de la botánica. Profesor de botánica en varias universidades, se interesó en la anatomía y la fisiología vegetal, haciendo estudios importantes sobre células y publicando varios trabajos sobre genética, morfología, teratología, anatomía, fisiología, ecología y fitogeografía, técnicas microscópicas, y parasitología vegetal.
A inicios del siglo XX, en su calidad de representante del Jardín botánico de Pavia, fue enviado por la "Sociedad Geográfica Italiana" y por el "Ministerio de Instrucción Pública" para tomar parte de una de las expediciones de estudio de la flora amazónica; empresa de la cual daría cuenta en 1901 en el “Bollettino della Società geografica italiana”. Realizó enormes recolecciones botánicas amazónica que fueron olvidadas.
En 1904 fundó el Instituto Botánico de Sassari. De 1906 a 1923 fue director del Jardín botánico de la Universidad de Catania, cuando se esforzó por lograr la sistematización según Engler. Esos cambios sustanciales, mientras que permitían una tala más racional, provocaron numerosas controversias relacionadas con la extracción de muestras de árboles de un cierto valor. Es innegable, sin embargo, que bajo su dirección, en el Instituto de Botánica de Catania se desarrollaron múltiples investigaciones, como nunca hasta entonces.
De 1923 a 1928 fue director del Jardín Botánico de Palermo. A partir del 1 de noviembre de 1928 fue titular de la Cátedra de Botánica de la Universidad de Bolonia. Y de 1932 a 1933 fue director del Jardín Botánico de Ferrara.

## Obra
- Buscalioni L.; J Huber. 1900. ‘Eine neue Theorie der Anieisenpflanzen.’ Beih. z. Rot. Centralbl., IX, 2, pp. 85-88.
- Buscalioni L; GB Traverso. La evoluzione morfologica del fiore in rapporto colla evoluzione cromatica del perianzio. ATTI IST. BOT. UNIV. PAVIA 1907; 10:103-201
- Buscalioni L. Sulla caulifloria Malpighia, 1904; 18: 117-177
- Buscalioni L; G Pollacci. Le antocianine e il loro significato biologico nelle piante. ATTI IST. BOT. UNIV. PAVIA Serie II Vol. 8 1904 pp. 135-511
- Buscalioni L. L'Etna e la sua vegetazione (con particolare riguardo alla genesi della valle del Bove).; Boll. Soc. Geol. Ital.; 1909;10: pp. 65
- Buscalioni L, G Muscatello. Note botaniche. Sopra alcuni Senecio dell'Etna. Malpighia; 1909;23; 130-166, 297-364, 410-424
- Buscalioni L; G Muscatello. Studio anatomo-biologico sul gen. Saurauia Willd. : con speciale riguardo alle specie americane - Catania : Tip. La Siciliana Ciurca & Strano, 1918
- Buscalioni L, G Catalano. Il problema della fillotassi nelle Acacie verticillate. Malpighia 1927 30:466–471
- Buscalioni L, G Catalano. Sulla costituzione morfologica ed anatomica degli stami normali e teratologici dell'Agave Zapupe Trel  Bologna : Soc. tip. Compositori, 1930
- Buscalioni, L. Omologie tra le Podoste-monacee attuali, le Psilofitali ed altri tipi arcaici Bologna : Soc. Tip. Già Compositori, 1931
- Buscalioni, L; D Lanza. La basi morfologiche, anatomiche e teratologiche della nuova famiglia delle Pistaceae rappresentata dei due generi Pistia ed Ambrosinia. Malpighia, 1937; 34: 103-180
- Buscalioni, L; G Grandi. Il Ficus Carica L., la sua biologia, la sua coltivazione e i suoi rapporti con l'insetto pronubo (Blastophaga psenes L.) Boll. Ist. Ent. Univ. Bologna 1938; 10: 223-280
- Buscalioni, L; D Lanza. Développement des inflorescences et des fleurs du Philodendron acutatum (Araceae). Can. J. Bot. 1937; 74: 909-918
- Buscalioni, L; G Grandi. The genera of chalcidoid wasps from Ficus fruit in the New World. Journal of Natural History 1938 ; 27: 173-217

### Libros
- Buscalioni L. Una escursione botanica nell'Amazzonia Bollettino della Società Geografica Italiana, 1901, str., 8°, (40-76, 213-240, 336-372, 429-467) pp., cop. di Varese rec. Publicado también en forma de monografía: Un'escursione botanica nell'Amazzonia, Roma, Tip. Civelli, 1901. 142 pp.
- Buscalioni, L; Attilio Purgotti. Sulla diffusione e sulla dissociazione dei joni. 1905. Ed. Tipo-lit. Rebeschini di Turati e c. 296 pp.
- Buscalioni, L. Note botaniche sopra alcuni Senecio dell' Etna: S. aetnensis (Jan), S. incisus (C.Presl) e S. chrysanthemifolius (Poir.) ... Ed. Tip. Ciminago. 1910. 119 pp.
- Buscalioni, L; G Muscatello. Endemismi ed esodemismi nella flora italiana - Catania : Tip. La Siciliana, Ciurca e Strano, 1914. Estr.da: Rivista Malpighia. 274 pp.
- Buscalioni, L; Giuseppe Muscatello. Studio monografico sulle specie americane del Gen Saurauia Willd. (Malpighia, anni XXIV-XXX). Ed. Tip. nazionale. 1927. 1.162 pp.
- Mattirolo, O; L Buscalioni. Anatomico-physiologic researches on the seminal teguments of the papilionaceae: part II. History of development of the seminal tegument. 1980. 364 pp
- Beccari, O, Nello Beccari, Luigi Buscalioni. Nuova Guinea, Selebes e Molucche: diarii di viaggio. 1985. Ed. Borchardt Library. 468 pp.

- La abreviatura «Buscal.» se emplea para indicar a Luigi Buscalioni como autoridad en la descripción y clasificación científica de los vegetales.[2]